# 6912 Grimm
6912 Grimm este o planetă minoră (asteroid), cu un diametru de 11,39 km, din centura de asteroizi. A fost descoperită pe 8 aprilie 1991 la Observatorul La Silla de Eric Walter Elst și a fost numită după Friedrich Melchior, Baron von Grimm⁠(d). 
Obiectul prezintă o orbită caracterizată de o semiaxă mare de 3,0656798 UAi, o excentricitate de 0,12, o înclinație de 2,07752 ° în raport cu ecliptica.